# Andreas Malm
Andreas Malm (Mölndal, 11 novembre 1977) è un attivista e saggista svedese, professore associato di ecologia umana presso l'Università di Lund.
Fa parte del comitato editoriale della rivista accademica Historical Materialism e viene descritto come un marxista. Naomi Klein, che cita Malm nel suo libro Una rivoluzione ci salverà. Perché il capitalismo non è sostenibile, lo descrive come «uno dei pensatori più originali» sul tema della crisi climatica.

## Biografia
Nel 2012, Andreas Malm ha difeso la propria tesi di dottorato presso l'Università di Lund, successivamente pubblicata in forma di libro sotto il titolo Fossil Capital.
Malm è autore di diversi saggi e collabora con la rivista Jacobin. Nel suo libro How to Blow Up a Pipeline: Learning to Fight in a World on Fire, uscito nel gennaio 2021, sostiene che il sabotaggio e il danno alla proprietà costituiscono una componente essenziale della lotta contro il cambiamento climatico.
In un articolo del maggio 2021 su The Guardian, Brett Christophers ha messo in evidenza come le ricerche di Malm suggeriscano che, durante la rivoluzione industriale, il passaggio dall'energia idroelettrica al vapore ebbe luogo non perché il vapore fosse più economico, bensì più redditizio: in particolare, ciò consentiva di posizionare i primi motori a vapore in prossimità di manodopera a basso costo anziché di vincolarli alla presenza di corsi d'acqua adeguati.
Nel settembre 2021, Malm è stato ospite del programma The New Yorker Radio Hour: in tale occasione, riprendendo la tesi centrale di How to Blow Up a Pipeline, ha sostenutò la necessità dell'utilizzo della tattica del sabotaggio da parte dei movimenti per il clima.

## Pubblicazioni

### Opere
- (EN) Shora Esmailian e Andreas Malm, Iran on the Brink: Rising Workers and Threats of War, London, Pluto Press, 2007.
- (EN) Andreas Malm, Fossil Capital: The Rise of Steam Power and the Roots of Global Warming, London-New York, Verso Books, 2016.
- (EN) Andreas Malm, The Progress of This Storm: Nature and Society in a Warming World, London-New York, Verso Books, 2017.
- (EN) Andreas Malm, Corona, Climate, Chronic Emergency: War Communism in the Twenty-First Century, London-New York, Verso Books, 2020.
- (EN) Andreas Malm, How to Blow Up a Pipeline: Learning to Fight in a World on Fire, London-New York, Verso Books, 2021.
- (EN) Andreas Malm e The Zetkin Collective, White Skin, Black Fuel: On the Danger of Fossil Fascism, London-New York, Verso Books, 2021.

### Traduzioni in italiano
- Andreas Malm, Clima corona capitalismo. Perché le tre cose vanno insieme e che cosa dobbiamo fare per uscirne, traduzione di Vincenzo Ostuni, Firenze, Ponte alle Grazie, 2021, ISBN 9788833315676.
- Andreas Malm, Come far saltare un oleodotto. Imparare a combattere in un mondo che brucia, traduzione di Vincenzo Ostuni, Firenze, Ponte alle Grazie, 2022, ISBN 9788833316017.